# Wilhelm Jelinek (Architekt)
Wilhelm Jelinek (* 9. Juni 1845 in Zboží bei Nová Paka, Böhmen; † 8. Februar 1919 in Wien) war ein österreichischer Architekt und Kunsthandwerker.

## Leben
Nach dem Besuch der Realschule war Jelinek von 1860 bis 1862 Schüler des Stadtbaumeisters Franz Schmoranz dem Älteren in Chrudim. Anschließend kam er nach Wien und hospitierte dort bei Theophil von Hansen an dessen Spezialschule an der Technischen Hochschule. Bei Hansen erledigte er bis 1869 auch Büroarbeiten und übte selbständig Bauleitungen aus. Dann wechselte er in das Büro von Carl Tietz, bei dem er zwischen 1869 und 1871 tätig war. Mehrere Studienreisen führten Jelinek nach Deutschland und in die Schweiz, 1872 auch nach Italien. Es folgte eine Beschäftigung bei der Union-Baugesellschaft in Wien.
1874 macht sich Jelinek selbständig, zunächst in einer Bürogemeinschaft mit Anton Groß. Nachdem dieser 1883 erkrankte, führte Jelinek das Büro alleine weiter. Ab 1873 war er Mitglied der Gesellschaft der bildenden Künstler Wiens und des Österreichischen Ingenieur- und Architektenvereins. Bei beiden Institutionen engagierte er sich, war Funktionär und als Hausarchitekt des Künstlerhauses auch bei dessen Umbau tätig. 1910 wurde der mit dem Ritterkreuz des Franz-Joseph-Ordens ausgezeichnet.
Mit Beginn des Ersten Weltkrieges begann 1914 der berufliche Abstieg Jelineks und er wurde von Zuschüssen abhängig. Jelinek war verheiratet und hatte vier Kinder. Er wurde auf dem Wiener Zentralfriedhof bestattet.

## Werk
Wilhelm Jelinek war vor allem mit dem Bau von Wohn- und Geschäftshäusern beschäftigt, die er in Wien und im Süden der Monarchie ausführte. Diese sind im historistischen Stil gehalten, wobei er gerne Anregungen aus der italienischen Renaissance verwendete. Ab der Jahrhundertwende finden sich im Dekor auch secessionistische Einflüsse. Außerdem beschäftigte er sich auch mit der Gestaltung von Interieurs und kunsthandwerklichen Arbeiten.

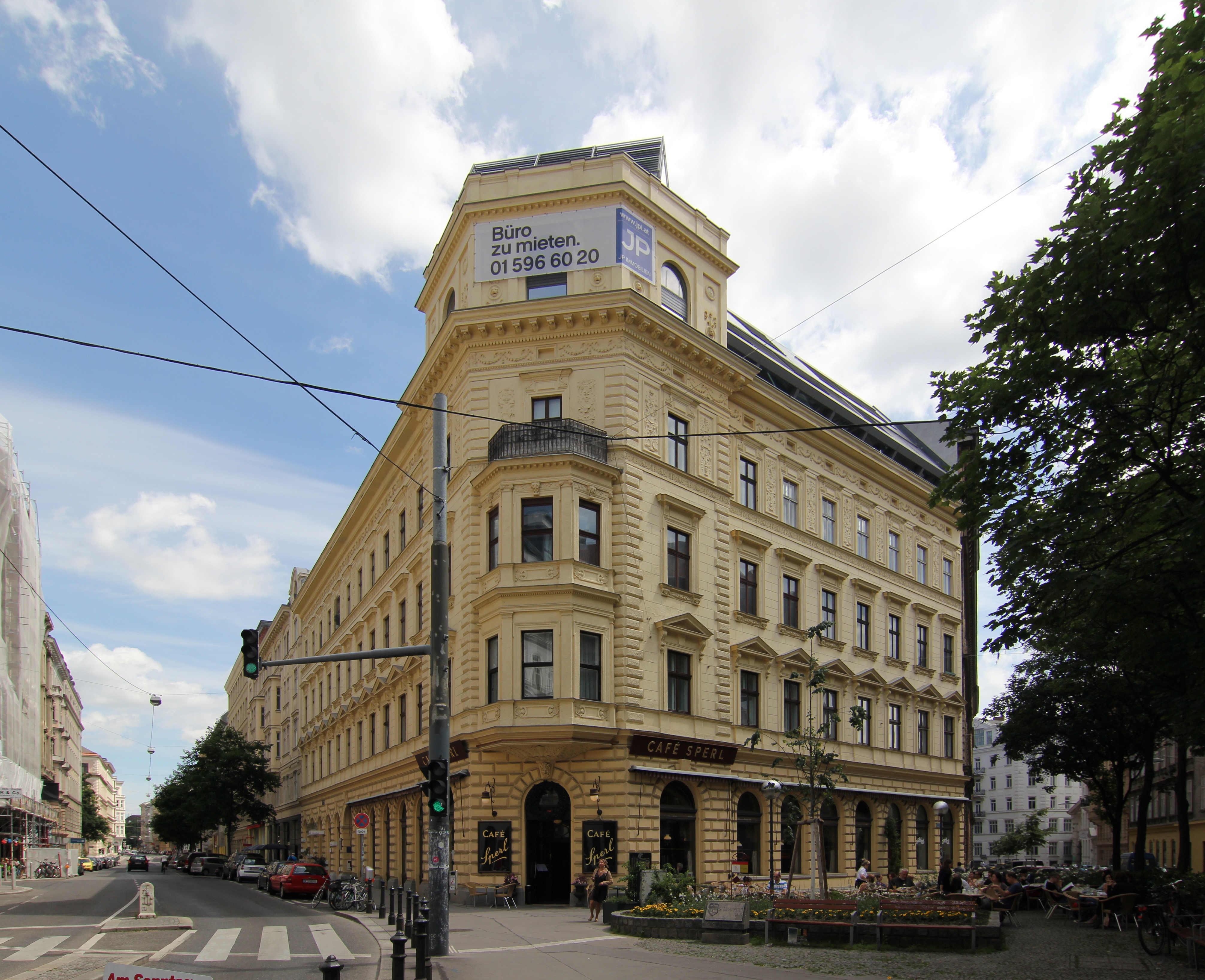
Café Sperl, Gumpendorfer Straße 11–13 (1880)

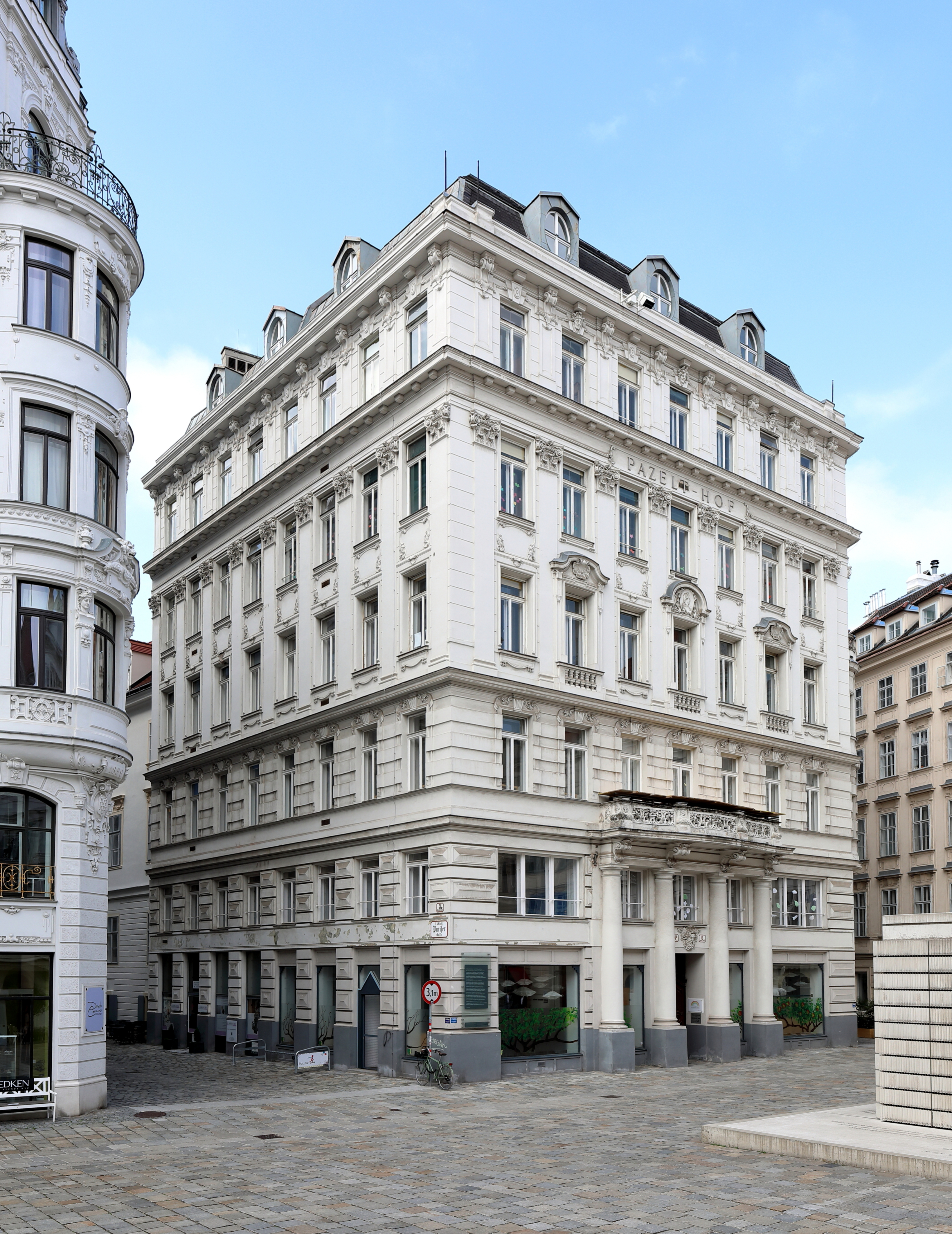
Patzelt-Hof, Judenplatz 6 (1900)

- Casa Panfilli, Piazza della Stazione, Triest (1878–1881)
- Miethaus, Gumpendorfer Straße 11–13 / Ecke Léhargasse (Café Sperl), Wien 6 (1880)
- Café Sperl, Gumpendorfer Straße 11–13, Wien 6 (1880), stark verändert erhalten
- Mietpalais, Linke Wienzeile 16, Wien 6 (1882)
- Bankhaus der Niederösterreichischen Escomptegesellschaft, Kärntner Straße 7, Wien 1 (1882–1884)
- Häusergruppe „Zum Ritter“, Margaretenstraße, Wien 4 (1887)
- Miethaus, Burggasse 31, Wien 7 (1887)
- Wohn- und Geschäftshaus Oskar Pischinger, Burggasse 31, Wien 7 (1887)
- Miethaus, Linke Wienzeile 54 / Joanelligasse 2, Wien 6 (1889)
- Miethaus, Magdalenenstraße 54, Wien 6 (1889–1890)
- Miethaus „Zum Schlosserjungen“, Margaretenstraße 41–43 / Große Neugasse 46, Wien 5 (1891–1892)
- Geschäfts- und Wohnhaus, Gumpendorfer Straße 15, Wien 6 (1893–1894)
- Geschäftshaus für den Optiker Karl Müller (Krystallhof), Wien (um 1895), Realisierung fraglich
- Zinshaus, Große Pfarrgasse 28 und 30, Wien 2 (um 1895)
- Geschäfts- und Wohnhaus, Schönbrunner Straße 40, Wien 5 (1896)
- Wohn- und Geschäftshaus, Wipplingerstraße 20, Wien 1 (1899)
- Wohnhaus Patzelt-Hof, Judenplatz 6, Wien 1 (1900), unter Denkmalschutz
- Wohn- und Geschäftshaus „Zum alten Babenberger Stadttor“, Wipplingerstraße 21, Wien 1 (1900–1901)
- Familienhaus, Silbergasse 1, Wien 19 (1902)
- Neugestaltung der Gartenanlagen des Künstlerhauses, Wien 1 (1902), Wettbewerb
- Umbau Künstlerhaus, Wien 1 (1911)
- Straßenhof, Taborstraße 24a, Wien 2 (1911–1912)
- Wohn- und Geschäftshaus (ehemaliges Anstalts- und Wohngebäude der Gisela-Verein-Versicherungsgesellschaft), Helferstorferstraße 17–19 / Hohenstaufengasse 10 / Wipplingerstraße 33, Wien 1 (1915–1917), Fertigstellung, Entwurf von Arnold Karplus
- Palais Lehrner, Wien 4
- Palais Hieß, Wien 6
- Palais Wagenmann, Wien 6
- Vestibül im Kaffeehaus Froher, Kärntner Straße 16, Wien 1
- Kunstgewerbliche Entwürfe (Leuchter, Blumenständer) für L. Wilhelm, Wien